# Xã Centropolis, Quận Franklin, Kansas
Xã Centropolis (tiếng Anh: Centropolis Township) là một xã thuộc quận Franklin, tiểu bang Kansas, Hoa Kỳ. Năm 2010, dân số của xã này là 1.011 người.